# Faszination Weltraum
Faszination Weltraum ist das vierte Studioalbum von Farin Urlaub sowie das zweite seines Racing Teams. Es ist sechs Jahre nach dem Vorgängeralbum Die Wahrheit übers Lügen das erste Soloalbum von Farin Urlaub; in der Zwischenzeit erschien die Konzertaufnahme Lass es wie einen Unfall aussehen und Urlaub brachte zusammen mit Die Ärzte das zwölfte reguläre Studioalbum auch heraus. Das Album wurde durch die FURTour 2014 und durch die Es besteht keine Gefahr für die Öffentlichkeit-Tour 2015, mit insgesamt 17 Konzerten, beworben. Im September 2015 wurde die Live-Aufnahme Danger! veröffentlicht, die bei einem Konzert in Düsseldorf aufgezeichnet wurde.

## Hintergrund
Der Titel Faszination Weltraum des Albums hat keine tiefere Bedeutung und lässt sich mit Urlaubs Hang zu schrägen Titeln begründen. In einem Interview mit Markus Kavka verweist er dabei auf den Titel seines Songbooks Die Rückkehr der Skateboard-Legende, der ebenfalls keine tiefere Bedeutung hat. Da der Begriff Weltraum älter klinge, zog er ihn dem Begriff Weltall vor.
Das Artwork beschreibt einen „zurückkehrenden Helden“ und ist ausschließlich mit Football-Motiven versehen. Das Cover zeigt Farin Urlaub als Football-Spieler mit der Spielernummer 76, im Hintergrund halb bekleidete Mitspielerinnen, die, wie überrannt, auf dem Boden liegen. Die Zahl 76 bezieht sich auf das Jahr 1976, in dem der Punk-Rock durch Bands wie The Ramones und Sex Pistols entstanden ist.
Der Stil des Albums ist im Vergleich zu vorherigen Alben mehr durch Rock- und Metal-Stücke gekennzeichnet, da Urlaub, wie er in einem Interview mit laut.de mitteilt, „Bock auf Stücke, die live krachen“ hatte. Aber auch Ska und Pop sind wieder vertreten.
Das Lied Herz? Verloren erschien am 19. September 2014 als Vorabsingle und thematisiert einen Patienten, der unter Polyamorie leidet und daher Probleme im Kontakt mit Frauen hat. Das Lied erreichte in Deutschland Platz 12 und in Österreich Platz 49. Auf der B-Seite befindet sich das Popstück Wahnsinn, sowie der systemkritische Song Die Perfekte Diktatur. Er entstand durch Urlaubs Eindrücke in Diktaturen, sowie unter Einfluss der Romane 1984 und Schöne neue Welt. Der Videoclip zu Herz? Verloren wurde von Norbert Heitker gedreht. Als zweite Single erschien im November 2014 das Popstück AWG; die Abkürzung steht, wie im Refrain erwähnt, für alles wird gut. Hier befindet sich auf der B-Seite das Rockstück Rest Der Welt und das Stück Babylon im Ska-Stil. AWG platzierte sich in Deutschland auf Rang 32. Als dritte Single wurde das Lied iDisco ausgekoppelt und erschien im April 2015. Auf der B-Seite ist das Rockstück Welche Krise?, sowie das eher ruhige Popstück Himmel Auf Erden. iDisco rangierte in den deutschen Charts auf Platz 22.

## Titelliste
1. Mein Lied – 02:36
2. Dynamit – 03:23
3. Was Die Welt Jetzt Braucht – 02:44
4. Herz? Verloren – 03:22
5. AWG – 02:41
6. Heute Tanzen – 02:27
7. iDisco – 04:02
8. Find Dich Gut – 03:09
9. Keine Angst – 03:55
10. Fan – 03:39
11. Newton Hatte Recht – 03:16
12. Das Traurigste – 05:00
13. 3000 – 02:44
14. Sommer – 04:21
15. Immer Dabei – 04:07